# 디즈니랜드 리조트 역
디즈니랜드 리조트 역 (Disneyland Resort) 또는 디즈니역 / 딕시네이역 (중국어 정체자: 迪士尼, 월병: dik6 si6 nei4)은 홍콩 란터우섬 죽고우완에 위치한 홍콩 지하철의 역이다. 홍콩 디즈니랜드 바로 앞에 위치해 있으며,  홍콩 디즈니랜드 리조트 개장에 앞서 2005년 8월 1일 문을 열었다. 리조트는 같은해 9월 12일에 개장하였다.

## 역 구조
역사는 영국 빅토리아 시대 양식으로 지어져 있으며 널찍한 오픈스페이스를 지니고 있다. 또 테마파크 내 장식을 이루고 있는 디즈니 테마로 꾸며져 있다. 아이다스 사에서 설계를 맡았으며 디즈니선의 서니베이 역도 함께 설계하였다.
디즈니랜드 리조트 역은 정관오선의 보람 역 이후 두번째로 건설된 단일 승강장 구조의 지하철역이다. 승강장 내에는 승객의 선로 추락 사고를 막기 위해 스크린도어가 설치되어 있으며 이는 홍콩 지하철에서 처음으로 도입된 사례다. 2015년 기준으로 승강장 스크린도어는 4량 규모에 맞게 설치되어 있으며 추후 8량 규모로까지 확대 설치될 예정이다. 역 출구는 하나다.
홍콩 디즈니랜드 리조트에 버스 환승센터가 있다. R8번 버스가 디즈니선을 따라 운행하며, R33번과 R42번이 공휴일에 운행된다.
| G  | 대합실                       | A 출구, 교통환승/홍콩 디즈니랜드    |
| G  | 대합실                       | 고객서비스, 스크린도어              |
| L1 | 상대식 승강장, 오른쪽문 열림 | 상대식 승강장, 오른쪽문 열림        |
| L1 | 승강장 1                     | → 디즈니선 서니베이 방면 (종착역) → |

## 사진

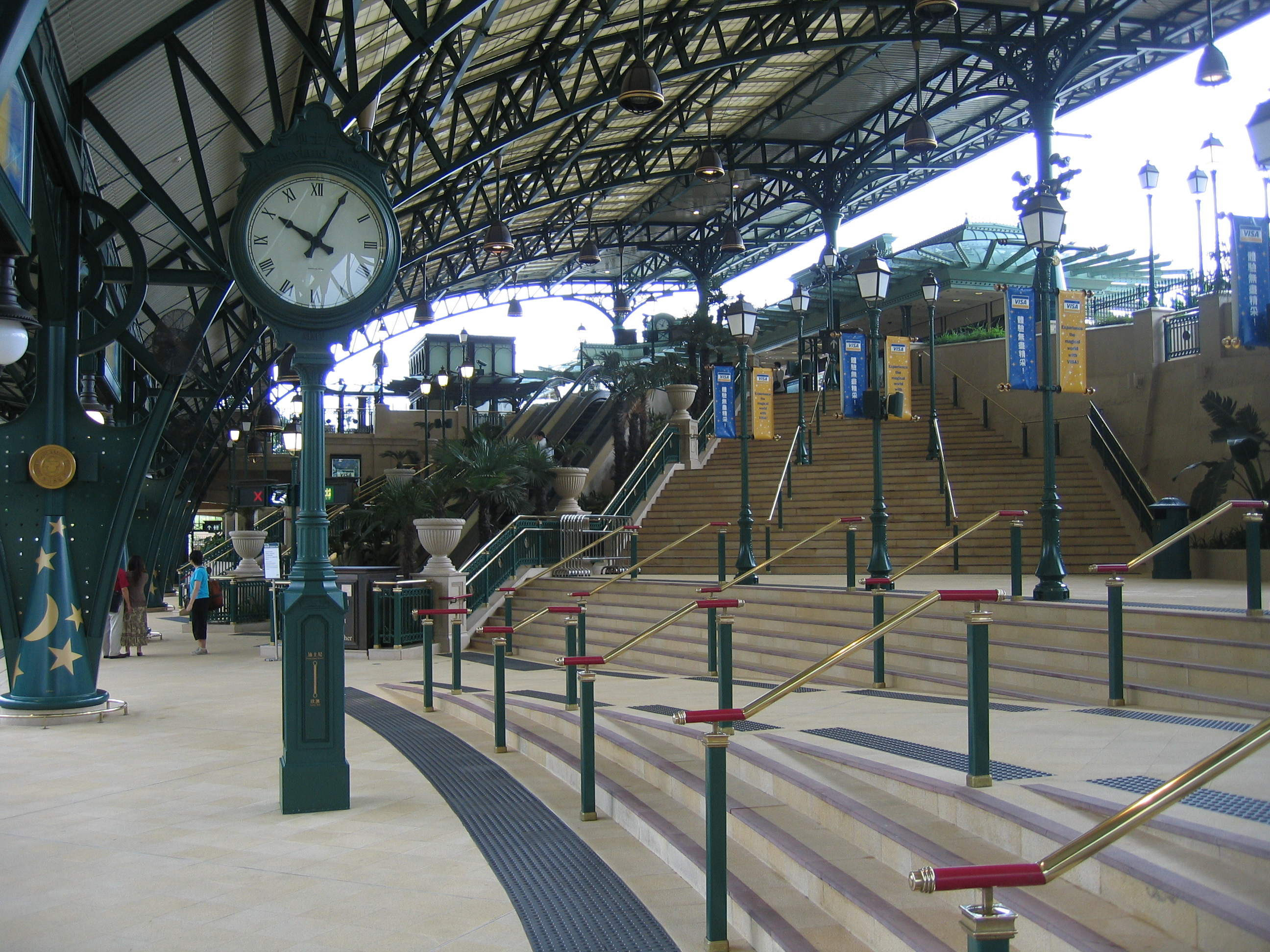
본관
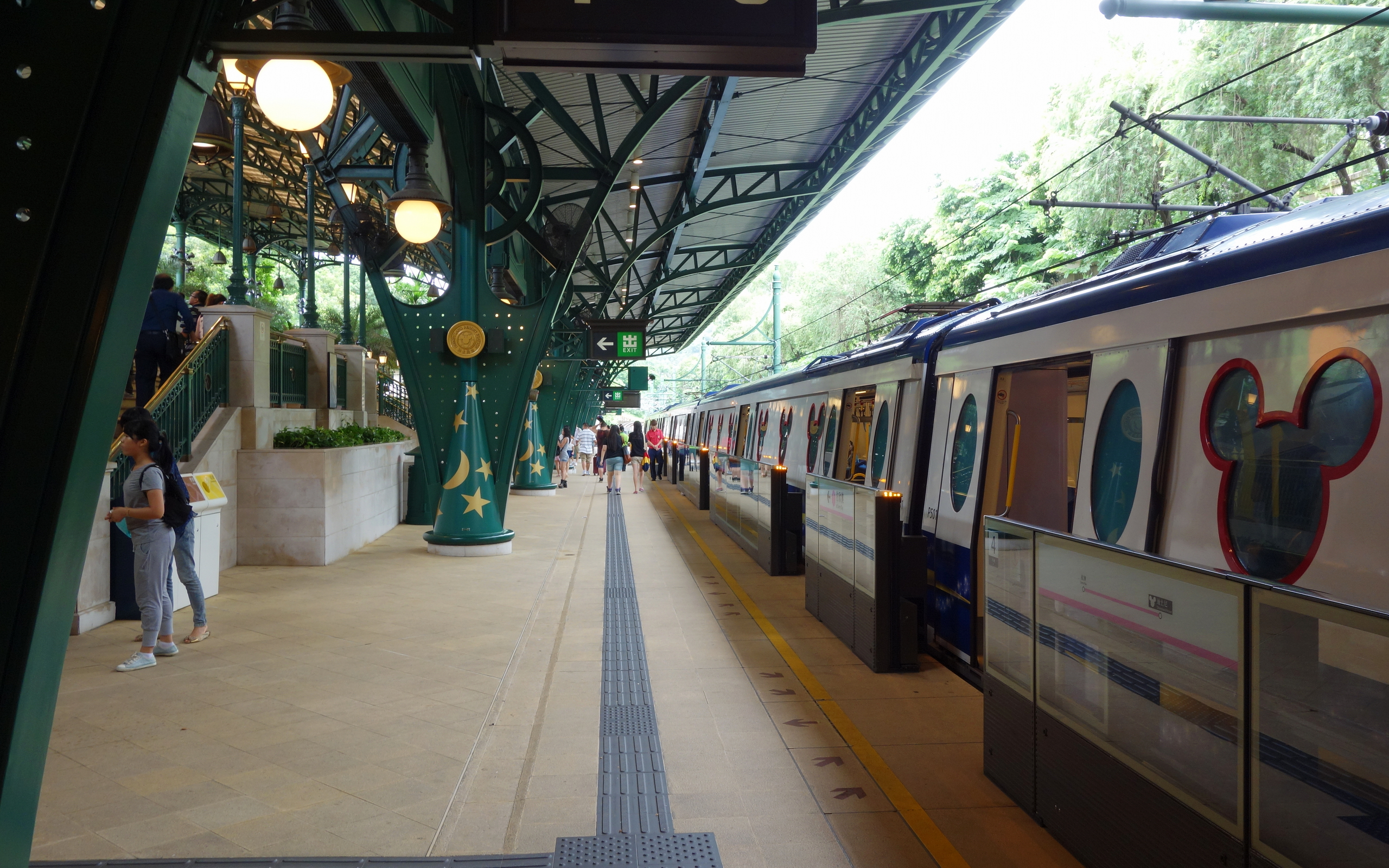
승강장
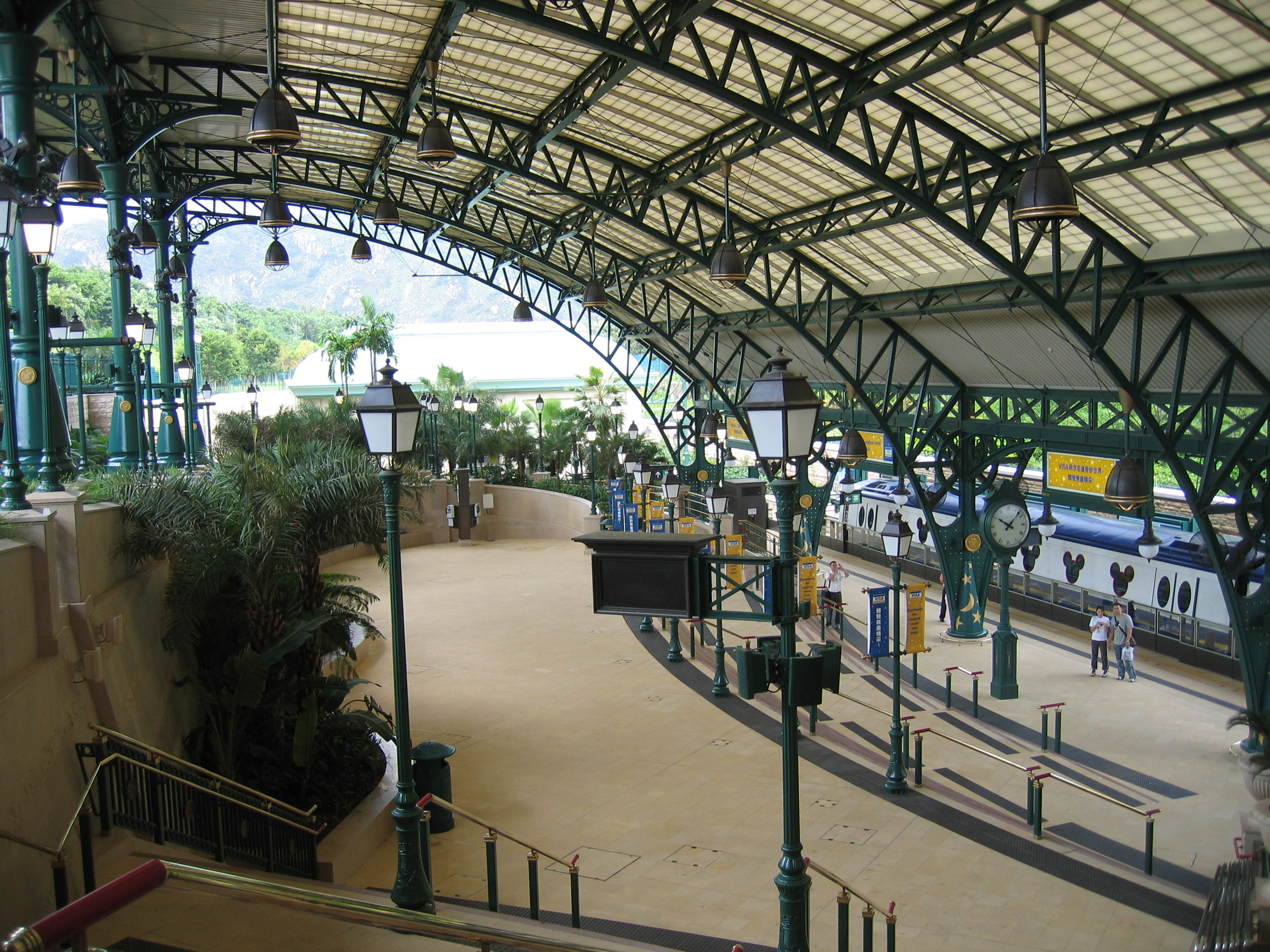
본관과 승강장
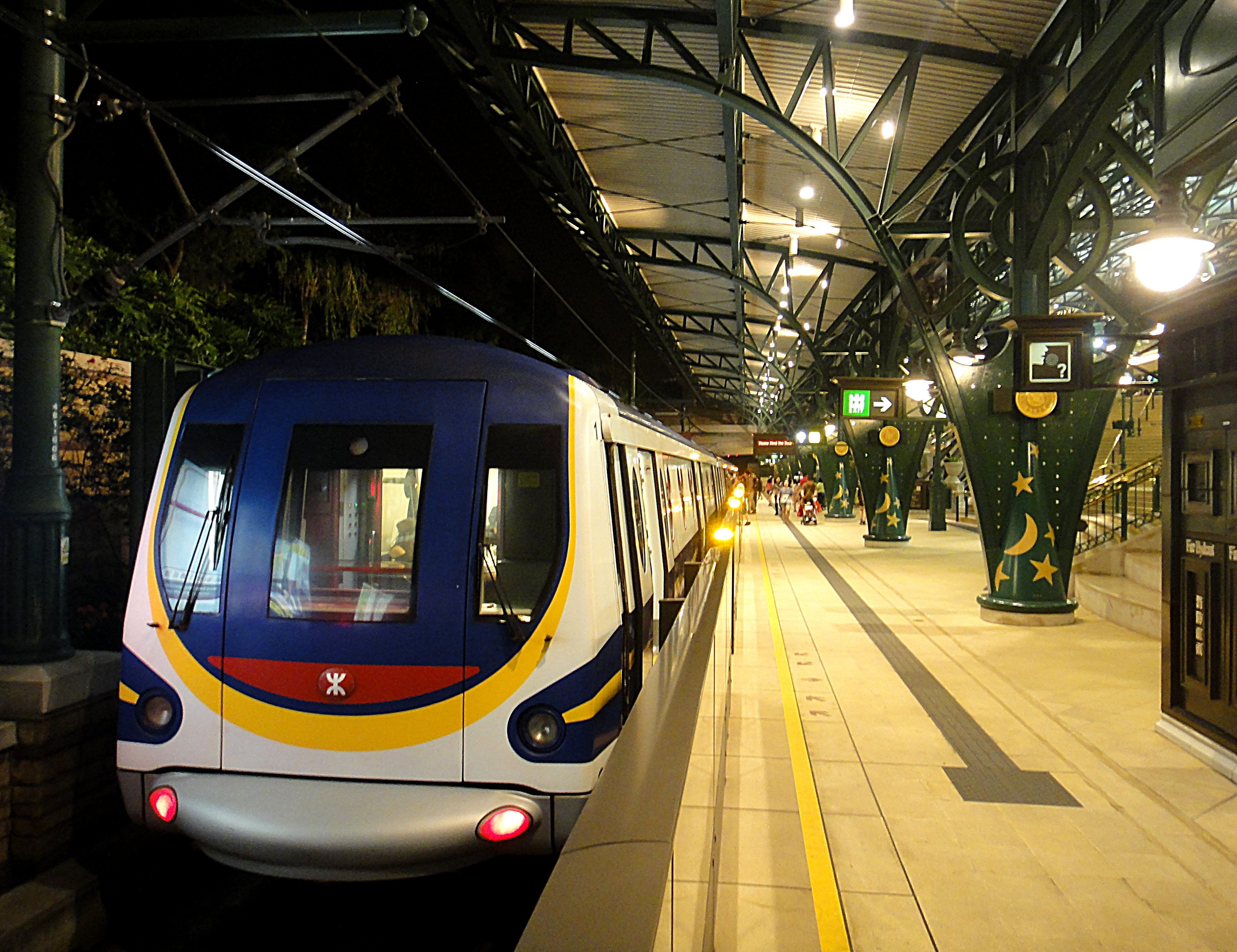
야간에 정차하는 열차